# مقاطعة أرلنغتون (فيرجينيا)
 مقاطعة أرلنغتون  (بالإنجليزية:  Arlington County )‏ هي إحدى المقاطعات في ولاية فيرجينيا في الولايات المتحدة الأمريكية.

## توأمة
لمقاطعة أرلنغتون (فيرجينيا) اتفاقيات توأمة مع كل من:
- آخن (17 سبتمبر 1993 - )
- رانس
- سان ميغيل
- Coyoacán [الإنجليزية]‏
- إيفانو-فرانكيفسك
- تانقيرانغ

## أعلام
- ديف باتيستا
- ساندرا بولوك
- ديفيد ماكدويل براون
- وليام رينكويست
- روبرت موليكن